# Turm von Apollonia
Der Turm von Apollonia oder Turm von Eleftheres (griechisch Πύργος Απολλωνίας oder griechisch Πύργος Ελευθερών) ist eine spätbyzantinische Befestigung aus dem 13.–14. Jahrhundert. Sie steht auf einer Anhöhe direkt südlich der Ethniki Odos 2. Von hier aus kontrollierte man den Küstenabschnitt zwischen der Mündung des Struma und der Burg von Anaktoropolis. Der etwa 700 m nordöstlich gelegene Ort Pyrgos ist nach dem Turm benannt.
Der Grundriss der Burg ist etwa 25 m mal 25 m groß. Die Mauerstärke schwankt zwischen 1,20 m und 2,35 m. Im Innern gibt es Grundmauern einiger Gebäude. Der Turm hat eine Grundfläche von 10 m mal 11 m und liegt im Nordosteck der Burg. Der Zugang zum Turm befindet sich im Süden in 2 m Höhe. Früher führte eine Holztreppe oder Leiter zum Eingang. Man betrat zuerst den ersten Stockwerk. Über eine Leiter gelangte man ins Untergeschoss. Oberhalb gab es noch drei weitere Stockwerke. An die östliche Außenmauer des Turmes war eine Kirche angebaut von der die Apse heute noch sichtbar ist.

## Benennung
Der Turm wurde nach der antiken Stadt Apollonia, die von Thasos gegründet wurde, benannt. Strabon berichtet, das Apollonia zwischen Galepsos und dem Nestos lag. Ob der Turm von Apollonia tatsächlich an dem Ort des antiken Apollonia steht, ist unbekannt. Nach einer Sage soll die Stadt 500 m vor der Küste im Meer versunken sein.